# WTA Finals de 2023
O WTA Finals de 2023 é o torneio que encerra a temporada feminina de ténis. É disputado em Cancún, México, de 29 de Outubro até 6 de Novembro de 2023. É somente disputado pelas 8 melhores tenistas classificadas na Temporada da WTA de 2023.
A detentora do troféu conquistado na edição anterior era Caroline Garcia, representando a França, mas não pode defender o título pois não se qualificou para o torneio.
Esta edição esteve fortemente condicionada por vento e chuva durante grande parte do torneio.
Aryna Sabalenka e Iga Swiatek estavam em disputa pela liderança do ranking mundial. Iga Swiatek venceu Aryna Sabalenka na meia-final e depois Jessica Pegula por 6–1, 6–0 na final mais desnivelada da história do torneio WTA Finals, regressando assim ao lugar de Nº 1 do Mundo e conquistando o título de campeã da Temporada da WTA de 2023.

## Participantes
Qualificadas
1. Aryna Sabalenka
2. Iga Swiatek
3. Coco Gauff
4. Elena Rybakina
5. Jessica Pegula
6. Ons Jabeur
7. Marketa Vondrousova
8. Maria Sakkari

Suplentes
1. Barbora Krejcikova
2. Madison Keys

A tenista vencedora da prova encontram-se em negrito.

## Fase de Grupos
A classificação das tenistas é ordenada pelo número de vitórias, seguido do número de encontros disputados e por último do confronto direto (entre 2 tenistas empatadas) ou da percentagem de sets e jogos conquistados (entre mais de 2 tenistas empatadas). Apuram-se para as meias-finais as 2 primeiras classificadas de cada grupo.

### Grupo A
| Nº | Tenista             | Encontros | Encontros | Sets | Sets | Sets | Jogos | Jogos | Jogos |
| Nº | Tenista             | V         | D         | V    | D    | %    | V     | D     | %     |
| -- | ------------------- | --------- | --------- | ---- | ---- | ---- | ----- | ----- | ----- |
| 1  | Jessica Pegula [5]  | 3         | 0         | 6    | 0    | 100% | 37    | 19    | 66%   |
| 2  | Aryna Sabalenka [1] | 2         | 1         | 4    | 3    | 57%  | 34    | 24    | 59%   |
| 3  | Elena Rybakina [4]  | 1         | 2         | 3    | 5    | 38%  | 37    | 41    | 47%   |
| 4  | Maria Sakkari [8]   | 0         | 3         | 1    | 6    | 14%  | 19    | 43    | 31%   |

| Data                  | Vencedora           | Derrotada           | Resultado                 |
| --------------------- | ------------------- | ------------------- | ------------------------- |
| 29 de Outubro de 2023 | Jessica Pegula [5]  | Elena Rybakina [4]  | 7–5, 6–2                  |
| 29 de Outubro de 2023 | Aryna Sabalenka [1] | Maria Sakkari [8]   | 6–0, 6–1                  |
| 31 de Outubro de 2023 | Jessica Pegula [5]  | Aryna Sabalenka [1] | 6–4, 6–3                  |
| 31 de Outubro de 2023 | Elena Rybakina [4]  | Maria Sakkari [8]   | 6–0, 6–7 (4–7), 7–6 (7–2) |
| 2 de Novembro de 2023 | Jessica Pegula [5]  | Maria Sakkari [8]   | 6–3, 6–2                  |
| 2 de Novembro de 2023 | Aryna Sabalenka [1] | Elena Rybakina [4]  | 6–2, 3–6, 6–3             |

### Grupo B
| Nº | Tenista                 | Encontros | Encontros | Sets | Sets | Sets | Jogos | Jogos | Jogos |
| Nº | Tenista                 | V         | D         | V    | D    | %    | V     | D     | %     |
| -- | ----------------------- | --------- | --------- | ---- | ---- | ---- | ----- | ----- | ----- |
| 1  | Iga Swiatek [2]         | 3         | 0         | 6    | 0    | 100% | 32    | 14    | 70%   |
| 2  | Coco Gauff [3]          | 2         | 1         | 4    | 3    | 57%  | 35    | 30    | 54%   |
| 3  | Ons Jabeur [6]          | 1         | 2         | 2    | 4    | 33%  | 16    | 31    | 34%   |
| 4  | Marketa Vondrousova [7] | 0         | 3         | 1    | 6    | 14%  | 29    | 43    | 40%   |

| Data                  | Vencedora       | Derrotada               | Resultado          |
| --------------------- | --------------- | ----------------------- | ------------------ |
| 30 de Outubro de 2023 | Iga Swiatek [2] | Marketa Vondrousova [7] | 7–6, 6–0           |
| 30 de Outubro de 2023 | Coco Gauff [3]  | Ons Jabeur [6]          | 6–0, 6–1           |
| 1 de Novembro de 2023 | Iga Swiatek [2] | Coco Gauff [3]          | 6–0, 7–5           |
| 1 de Novembro de 2023 | Ons Jabeur [6]  | Marketa Vondrousova [7] | 6–4, 6–3           |
| 3 de Novembro de 2023 | Coco Gauff [3]  | Marketa Vondrousova [7] | 5–7, 7–6(7–4), 6–3 |
| 3 de Novembro de 2023 | Iga Swiatek [2] | Ons Jabeur [6]          | 6–1, 6–2           |

## Fase Final
As meias-finais disputaram-se a 4 e 5 de Novembro e a final a 6 de Novembro de 2023.
|  | Meias-Finais | Meias-Finais    | Meias-Finais | Meias-Finais | Meias-Finais |             |                | Final | Final | Final | Final | Final |
|  |              |                 |              |              |              |             |                |       |       |       |       |       |
|  | 5            | Jessica Pegula  | 6            | 6            |              |             |                |       |       |       |       |       |
|  | 3            | Coco Gauff      | 2            | 1            |              |             |                |       |       |       |       |       |
|  | 3            | Coco Gauff      | 2            | 1            |              | 5           | Jessica Pegula | 1     | 0     |       |       |       |
|  |              |                 |              |              |              | 5           | Jessica Pegula | 1     | 0     |       |       |       |
|  |              | 2               | Iga Swiatek  | 6            | 6            |             |                |       |       |       |       |       |
|  | 2            | 2               | Iga Swiatek  | 6            | 6            | Iga Swiatek | 6              | 6     |       |       |       |       |
|  | 2            |                 |              |              |              | Iga Swiatek | 6              | 6     |       |       |       |       |
|  | 1            | Aryna Sabalenka | 3            | 2            |              |             |                |       |       |       |       |       |